# Lijst van voetbalinterlands Armenië - Roemenië
Deze lijst van voetbalinterlands is een overzicht van alle officiële voetbalwedstrijden tussen de nationale teams van Armenië en Roemenië. De landen speelden tot op heden zeven keer tegen elkaar. De eerste ontmoeting tussen beide landen was een kwalificatiewedstrijd voor het Wereldkampioenschap voetbal 2006 op 17 november 2004 in Jerevan. Het laatste duel, een kwalificatiewedstrijd voor het Wereldkampioenschap voetbal 2022, werd gespeeld in Boekarest op 11 oktober 2021.

## Wedstrijden
| № | Plaats    | Datum            | Competitie           | Wedstrijd          | Uitslag |
| - | --------- | ---------------- | -------------------- | ------------------ | ------- |
| 1 | Jerevan   | 17 november 2004 | WK 2006 kwalificatie | Armenië − Roemenië | 1 − 1   |
| 2 | Constanța | 8 juni 2005      | WK 2006 kwalificatie | Roemenië – Armenië | 3 – 0   |
| 3 | Nicosia   | 28 februari 2006 | Vriendschappelijk    | Roemenië − Armenië | 2 − 0   |
| 4 | Jerevan   | 8 oktober 2016   | WK 2018 kwalificatie | Armenië − Roemenië | 0 − 5   |
| 5 | Boekarest | 1 september 2017 | WK 2018 kwalificatie | Roemenië − Armenië | 1 − 0   |
| 6 | Jerevan   | 31 maart 2021    | WK 2022 kwalificatie | Armenië − Roemenië | 3 − 2   |
| 7 | Boekarest | 11 oktober 2021  | WK 2022 kwalificatie | Roemenië − Armenië | 1 − 0   |

## Samenvatting
| Competitie        | Totaal gespeeld | Winst Armenië | Gelijk | Winst Roemenië | Doelsaldo Armenië – Roemenië |
| ----------------- | --------------- | ------------- | ------ | -------------- | ---------------------------- |
| WK-kwalificatie   | 6               | 1             | 1      | 4              | 4 − 13                       |
| Vriendschappelijk | 1               | 0             | 0      | 1              | 0 − 2                        |
| Totaal            | 7               | 1             | 1      | 5              | 4 − 15                       |

Wedstrijden bepaald door strafschoppen worden, in lijn met de FIFA, als een gelijkspel gerekend.

## Details

### Vierde ontmoeting
| WK 2018 kwalificatie (Jerevan, Armenië, 8 oktober 2016): |              | |
| Armenië | 0 – 5        | Roemenië |
| | goals        | 4' (pen.) Bogdan Stancu 10' Adrian Popa 11' Răzvan Marin 29' Nicolae Stanciu 59' Alexandru Chipciu                                                                                      |
| Varuzhan Sukiasyan | bondscoach   | Christoph Daum |
| Arsen Beglaryan Hrayr Mkoyan Levon Hayrapetyan Varazdat Haroyan Gaël Andonian 39' Marcos Pizzelli David Manoyan Aras Özbiliz 64' Gor Malakyan Artak Grigoryan Vardan Poghosyan 34' | opstellingen | Ciprian Tătărușanu Cristian Săpunaru Iasmin Latovlevici Dragoș Grigore 68' Alexandru Chipciu Ovidiu Hoban 82' Nicolae Stanciu Romario Benzar Adrian Popa Răzvan Marin 57' Bogdan Stancu |
| Karen Muradyan 34' Taron Voskanyan 39' Kamo Hovhannisyan 64' | wissels      | 57' Claudiu Keșerü 68' Dorin Rotariu 82' Eric Bicfalvi |
| Artak Grigoryan 32' | gele kaarten | |
| Gor Malakyan 3' | rode kaarten | |
| - Debuut van Dorin Rotariu (Dinamo Boekarest) en Răzvan Marin (Viitorul Constanța) voor Roemenië.                                                                                  |              | |